# Maggio Ronchey
Maggio Ronchey (Stanleyville, 8 maggio 1905 – Bregjanit, 16 dicembre 1940) è stato un militare italiano, insignito della medaglia d'oro al valor militare alla memoria nel corso della seconda guerra mondiale.

## Biografia
Nacque a Stanleyville l'8 maggio 1905, figlio di Azzo e Iema Betetela Miomdia. Iniziò la sua carriera militare all'età di diciotto anni in qualità di allievo carabiniere a cavallo nella Legione allievi di Roma e nel 1928, raggiunto il grado di brigadiere fu ammesso ad entrare nella Regia Accademia Militare di fanteria e Cavalleria di Modena per frequentarvi il corso speciale per la nomina ad ufficiale in s.p.e. Promosso sottotenente il 1º febbraio 1931 e destinato alla Legione di Palermo, dopo avere frequentato il corso presso la Scuola Centrale di Firenze, venne promosso tenente nel 1932. Nel 1933 fu trasferito alla Legione di Catanzaro in forza alla tenenza di Lagonegro dove rimase fino al giugno 1940.  Dopo la dichiarazione di guerra del Regno d'Italia a Francia e Gran Bretagna venne assegnato al reggimento CC. mobilitato, dove assumeva il comando di una compagnia del III Battaglione destinato in Albania. Il 12 novembre 1940, a operazioni sul fronte greco-albanese già iniziate sbarcava a Durazzo. Cadde in combattimento a Bregjanit il 16 dicembre 1940, e fu successivamente insignito della medaglia d'oro al valor militare alla memoria.

### Riconoscimenti
Il 136º corso della Scuola Allievi Carabinieri Ausiliari del II° Battaglione presso Fossano (CN) dal 10.03.1988 al 31.05.1988 è stato intitolato a ricordo del tenente Maggio Ronchey. Il 249º corso della Scuola Allievi Carabinieri Ausiliari del I° Battaglione presso la Caserma Cernaia di Torino, iniziato il 19 maggio 2002, è stato intitolato alla memoria del valoroso tenente Maggio Ronchey. Inoltre, al nome del Tenente Maggio Ronchey è intitolata la Caserma sede della Compagnia Carabinieri di Lagonegro (PZ).

### Fonti
1. ↑  Gruppo Medaglie d'Oro al Valore Militare 1965, p. 504.
2. 1 2 3 4 5 6  Combattenti Liberazione.
3. ↑  Medaglie d'oro al valor militare sul sito della Presidenza della Repubblica
4. ↑  Registrato alla Corte dei conti addì 4 novembre 1942,  registro 41, foglio 206.